# Diospyros anitae
Diospyros anitae är en tvåhjärtbladig växtart som beskrevs av Frank White. Diospyros anitae ingår i släktet Diospyros och familjen Ebenaceae. Inga underarter finns listade i Catalogue of Life.